# Jauja (ciutat peruana)
Jauja (quítxua shawsha wanka : Sausa, Shawsha o Shausha, anteriorment en castellà Xauxa, amb pronunciació de "x" com la xeix) és una ciutat i capital de la província de Jauja al Perú. És a la fèrtil vall del Mantaro, 45 quilometres (28 mi) al nord-oest de Huancayo (la capital de la regió de Junín), a una altitud de 3,400 metres (11,200 ft). Tenia 15.432 habitants l'any 2015.
Jauja, que florí durant un curt període, fou la capital del Perú espanyol, abans de la fundació de Lima com a nova capital. El seu nom fa referència a l'expressió popular castellana país de Jauja, que literalment significa "país de xauxa", però s'utilitza figurativament per significar una "terra que mai no passarà" o una "terra de llet i mel". La ciutat, amb un ambient tranquil i un clima salubre, té carrers estrets amb cases pintades de blau. El llac Laguna de Paca és a prop de la ciutat.

## Història
Quan va esclatar la guerra civil inca, Xauxas va donar suport a la facció liderada per Waskar. Xauxa esdevingué el quarter general de l'exèrcit de la facció sud contra Atawallpa, Xauxa proporcionà soldats, subministraments, magatzems, etc. a diversos generals de Waskar com Atoc "la Guineu", Hango, o Guanca Auqui, fill de Wayna Qhapaq i una esposa Xauxa.
Finalment, les tropes de Waskar prengueren la ciutat a mans del general inca Challco Chima mentre l'exèrcit d'Atawallpa continuava avançant cap al sud, cap a Cusco.
Després de capturar Cusco, el general atawallpa Quiz Quiz prengué Waskar com a ostatge i l'empresonà a la fortalesa de Xauxa, on més tard fou ofegat al proper riu Andamarca.

Poc abans de l'arribada d'Hernando Pizarro a Xauxa, els habitants partidaris dels Waskar es revoltaren contra l'exèrcit ocupant d'Atawallpa; i Challco Chima respongué decapitant els líders de la revolta i clavant el seu cap en piques. Per als seus partidaris ordenà la mutilació de les mans i les llengües d'homes i dones, i que això va ocórrer a la Pampa de Maquinwayo, a 8 quilòmetres (5 milles). km) al sud de l'actual Jauja Un noble de Cusco que acompanyava els espanyols anomenat Antamareca Mayta, partidari de la facció de Waskar a la guerra civil, s'enfrontà ferotgement a Challco Chima, cridant-lo pels assassinats. Challco Chima respongué immediatament atacant el noble o orejón (nom usat pels espanyols per referir-se als nobles inques degut als penjolls cerimonials que duien a les orelles) però estaven separats.
Fins quan, Chalco Chima, hauran d'acabar les teves crueltats. Quan serà el dia que tu i aquella bèstia ferotge del teu capità Quizquiz haureu tingut prou de sang humana? Digues-me, puma rabiós (puma-ranra)
Més tard, avançant cap al Cuzco, la força de Pizarro s'aturà a Xauxa, on Francisco feu cremar viu Challco Chimac degut a sospites de comunicacions secretes entre ell i Quiz Quiz. La paranoia espanyola augmentà després de la mort sobtada de Topa Wallpa, que estava afiliat a la facció de Waskar amb seu al Cuzco durant la guerra civil inca.
Xauxa era una vila considerable... assentada al mig d'una vall verda, fertilitzada per mil petits rierols, que els estalviadors pagesos indis extreien del riu mare. Hi havia diversos edificis espaiosos de pedra tosca... i un temple de certa importància.
Avui dia es poden veure les ruïnes parcials d'aquest assentament en un turó, a uns 3 quilòmetres (1,9 mi) al sud-est de la ciutat.
Després que els espanyols haguessin segellat la conquesta del Perú prenent Cusco el 1533, el conqueridor espanyol Francisco Pizarro establí Xauxa com la primera capital del Perú l'abril del 1534, rebent el nom de Santa Fe de Hatun Xauxa d'acord amb el nom quítxua.
Quan el 1535 es decidí traslladar la capital a Lima per aprofitar la proximitat al port (Callao), Lima va començar a eclipsar la importància de Jauja. Durant l'època colonial, Jauja passà a dependre de Tarma. Més tard Huancayo guanyà importància i superà Jauja com a centre comercial. Entre 1742 i 1756, Juan Santos Atahuala liderà un aixecament a les muntanyes de Jauja, una de les moltes revoltes que es produirien al Perú al llarg dels anys. El primer alcalde de Jauja va ser Don Arias Villalobos.

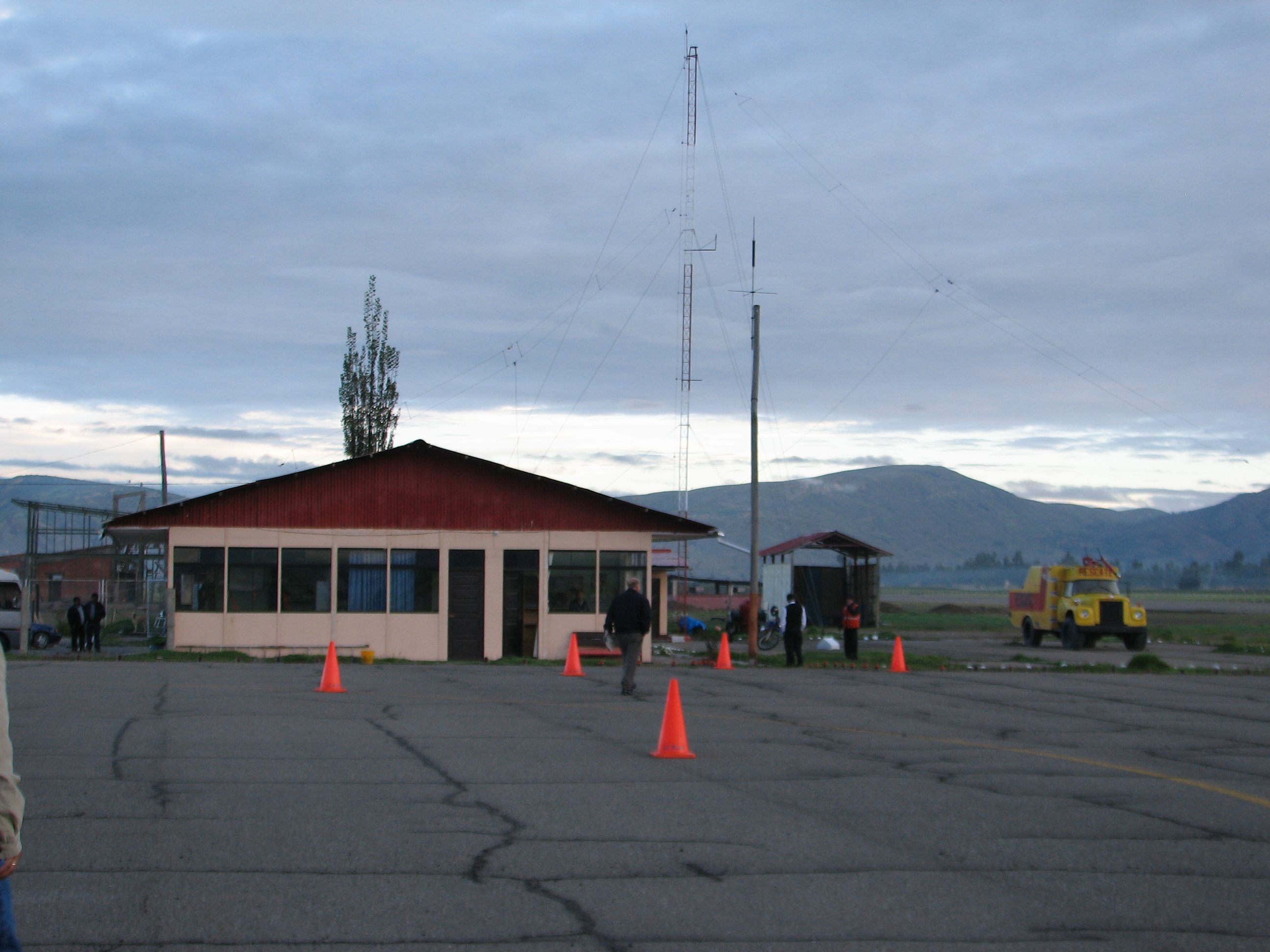
Aeroport Francisco Carle

Tanmateix, es va reconèixer que el clima sec de Jauja era beneficiós per als pacients amb tuberculosi de les vies respiratòries. En aquest sentit, l'hospital de Jauja atengué molts espanyols. La riquesa que van portar a Jauja ajudà a recuperar la seva popularitat i enfortí la llegenda de "la terra de Cucanya". Amb l'establiment del sanatori "Domingo Olavegoya", els pacients de Jauja arribaren d'arreu, convertint Jauja en una ciutat cosmopolita. Així ho descriu la novel·la País de Jauja, d'Edgardo Rivera Martínez. Al cementiri de Jauja hi ha làpides amb noms d'arreu del món, però després del desenvolupament dels antibiòtics, la ciutat començà a perdre la seva importància com a "meca de la salut". La petita ciutat, però, ha conservat gran part del seu encant de l'època colonial. Amb els anys, la gent de Jauja ha arribat a anomenar la seva ciutat i regió com el país de Jauja; aquest nom també es va utilitzar al llibre de Rivera sobre la zona i la seva cultura.

## Geografia

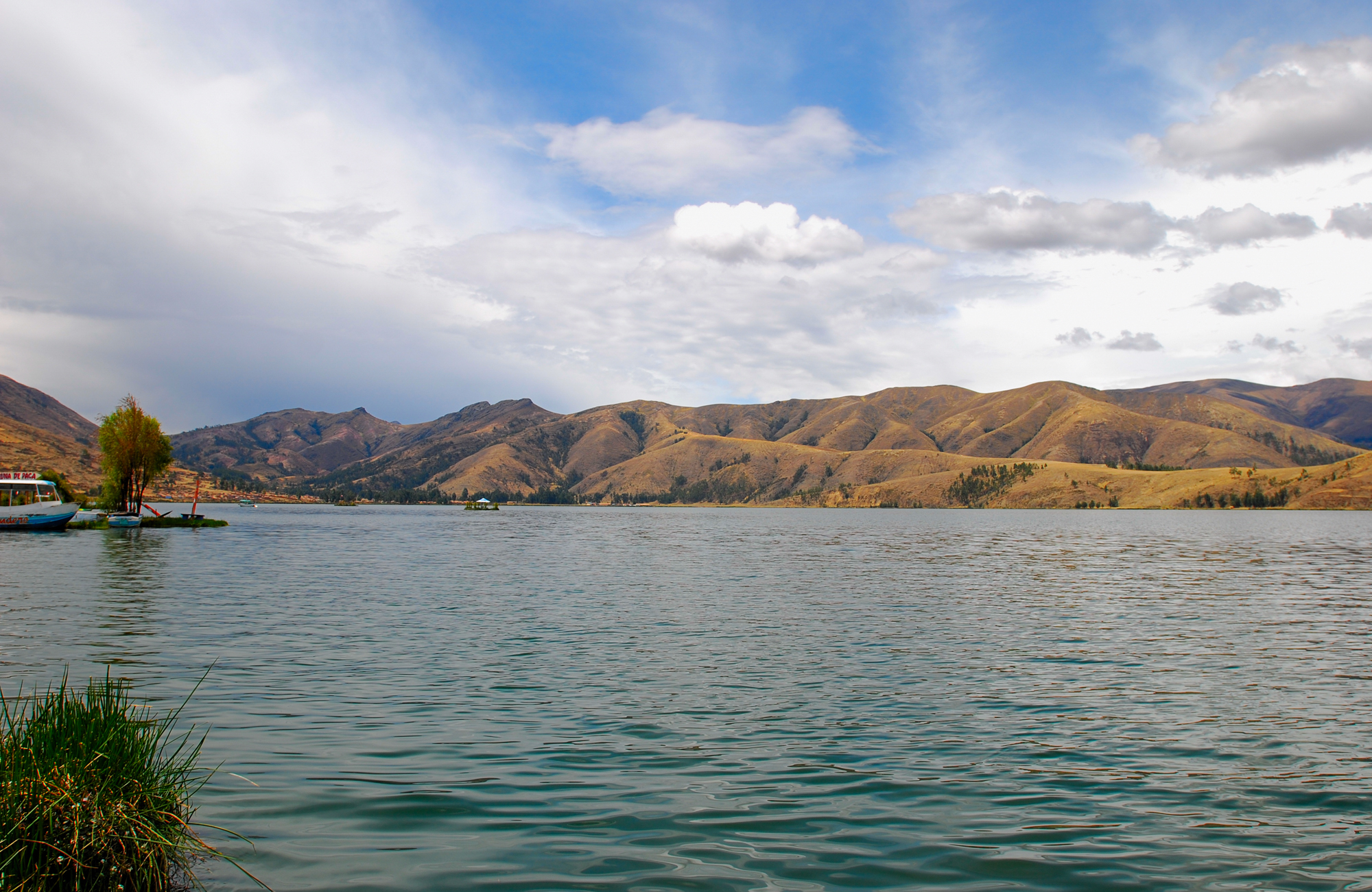
Llacuna de Paca

Jauja es troba a la fèrtil vall del Mantaro a una altitud de 3,352 metres (10,997 ft). Aquest és recorregut per l'autopista 3S, que condueix a Lima, 40 quilometres (25 mi) al nord-oest de la capital regional de Huancayo. A 4 quilometres (2.5 mi) al nord de la ciutat hi ha la Laguna de Paca, que cobreix una superfície de 21.4 quilometres quadrats (8.3 sq mi) . A l'oest de la ciutat, prop del poble de Chocon, hi ha la Laguna Tragadera. Els pobles situats molt a prop de Jauja inclouen Huerta, Jauja|Huerta, Viscap, Huaripampa, Julcán, Jauja, Ataura, Masma, Mantaro, Huamali, Muquiyauyo, Chocon i San Pedro de Chulan i Yauli, a l'est de Laguna de Paca al nord.

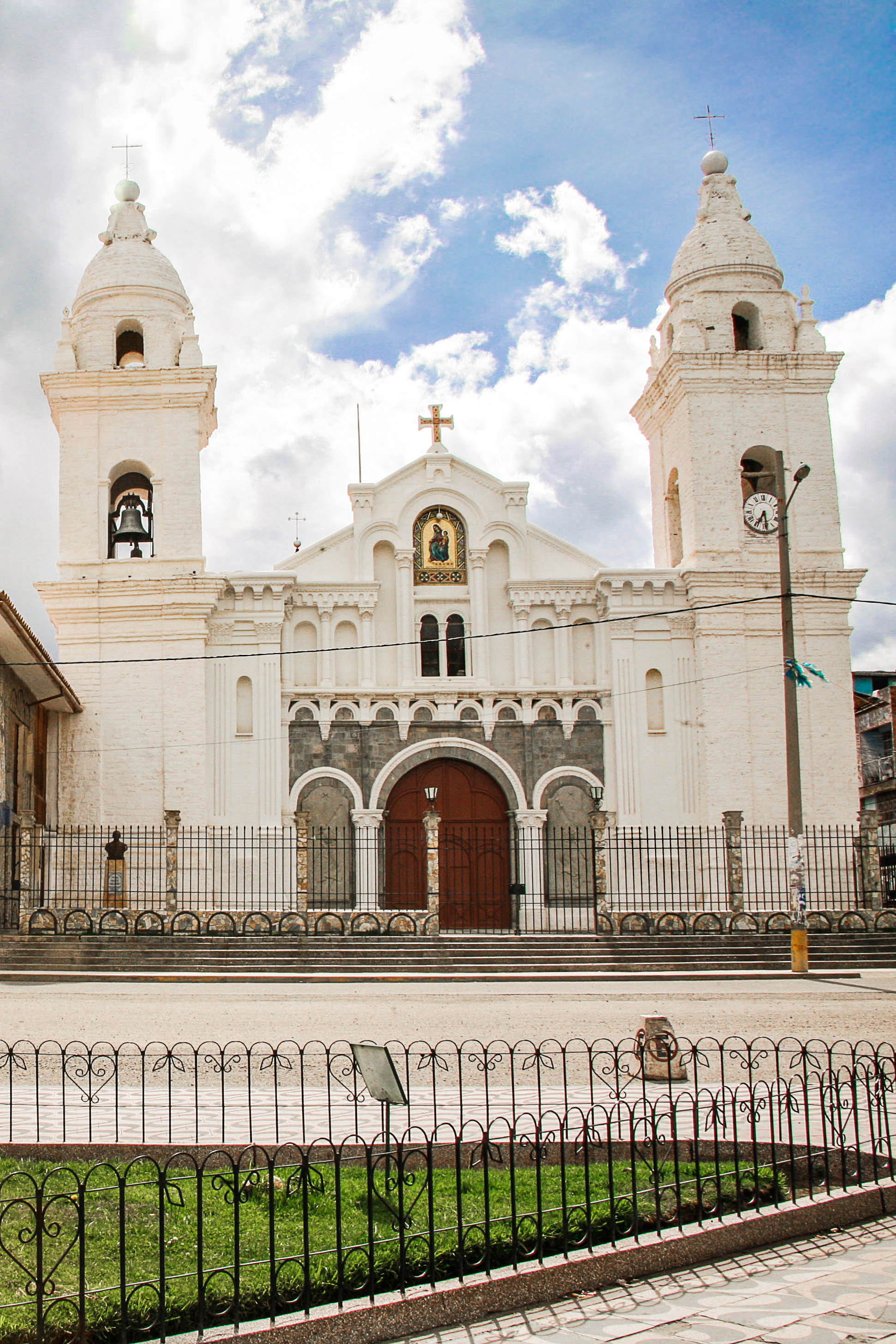
Església Major de Jauja (Iglesia matriz).

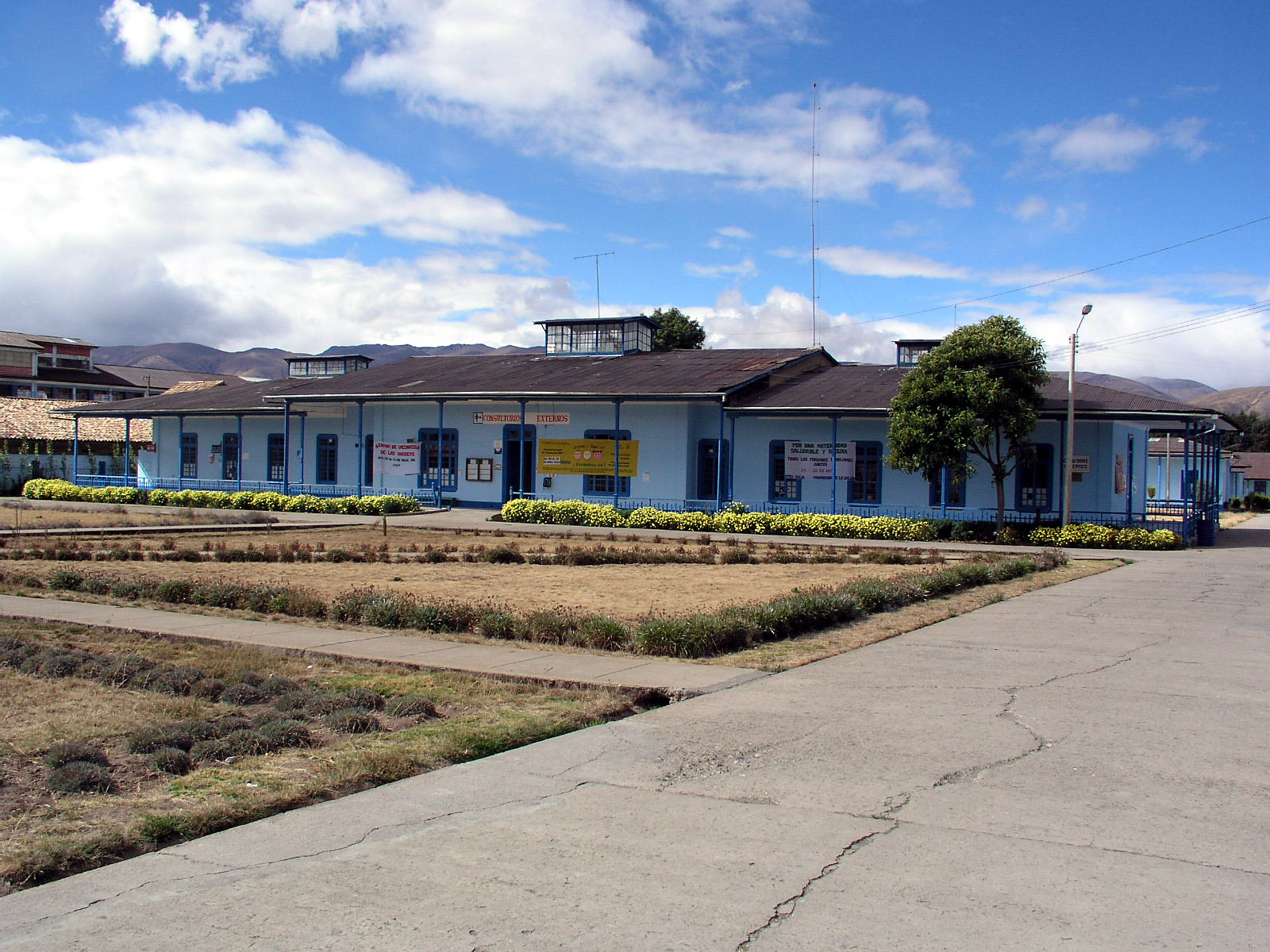
Hospital Domingo Olavegoya, Jauja

El riu que neix a la vall del riu Mantaro s'anomena riu Mantaro i flueix prop de la ciutat de Jauja cap a una gran plana al·luvial. La vall del riu Montaro forma les terres altes centrals del Perú limitades per imponents serres de la Cordillera que té tres valls tributàries conegudes com el Masma, la Paca i la Yanamarca. La formació d'aquesta regió s'atribueix a una diversa activitat sedimentària, glacial i tectònica . La formació de la vall es data de la disconformitat d'aixecament del Pliocè superior i del Plistocè inferior. És a uns 8 quilometres (5.0 mi) al sud-est de la localitat de La Oroya (un centre de fosa de la indústria minera), 60 quilometres (37 mi) al sud de Tarma i 40 quilometres (25 mi) al nord de Huancayo.

### Clima
El clima sec de la ciutat va fer que Jauja fos un lloc habitual per als tuberculosos, ja que l'aire sec era bo per als ronyons i els pulmons. El seu clima i la seva relativa proximitat a la capital, Lima - 250 quilometres (160 mi) - feu habitual que els habitants de la ciutat de Lima viatgessin sovint a aquesta zona. El clima té tres estacions diferents: l'estació plujosa de novembre a abril, l'hivern de maig a juliol i l'estació seca i assolellada, amb vents forts d'agost a octubre.

## Cultura
Avui dia Jauja és una ciutat que té com a principal activitat el comerç al detall de productes agrícoles produïts a la Vall del Mantaro. Els seus carrers són estrets i les cases estan construïdes principalment en estil andí republicà amb tova arrebossada amb guix, amb grans portes o passadissos de fusta.

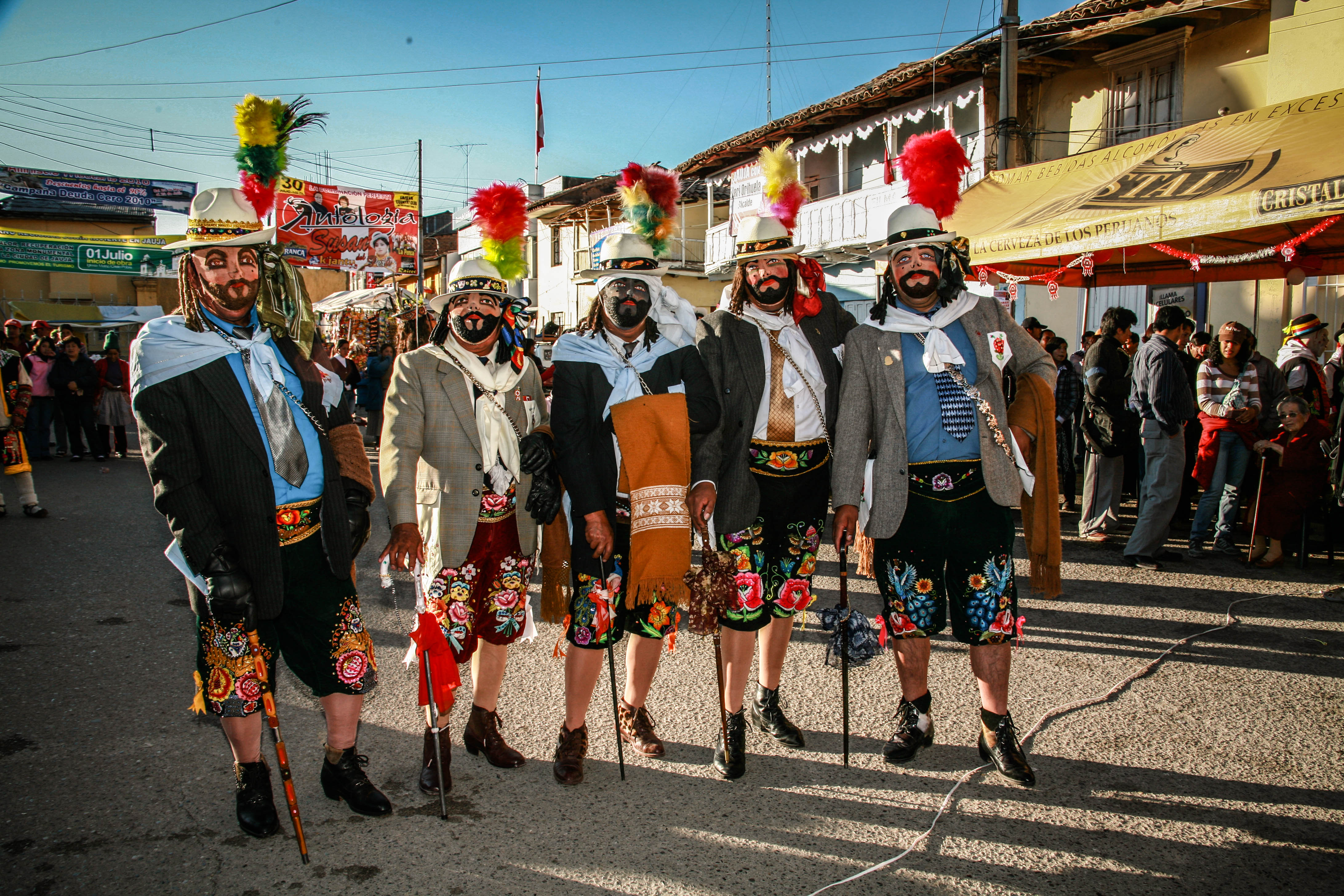
La Tunantada és un festival de dansa típic de Jauja. Un dels personatges és l'Español (l'espanyol) també anomenat príncipe, que es mostra en aquesta foto.

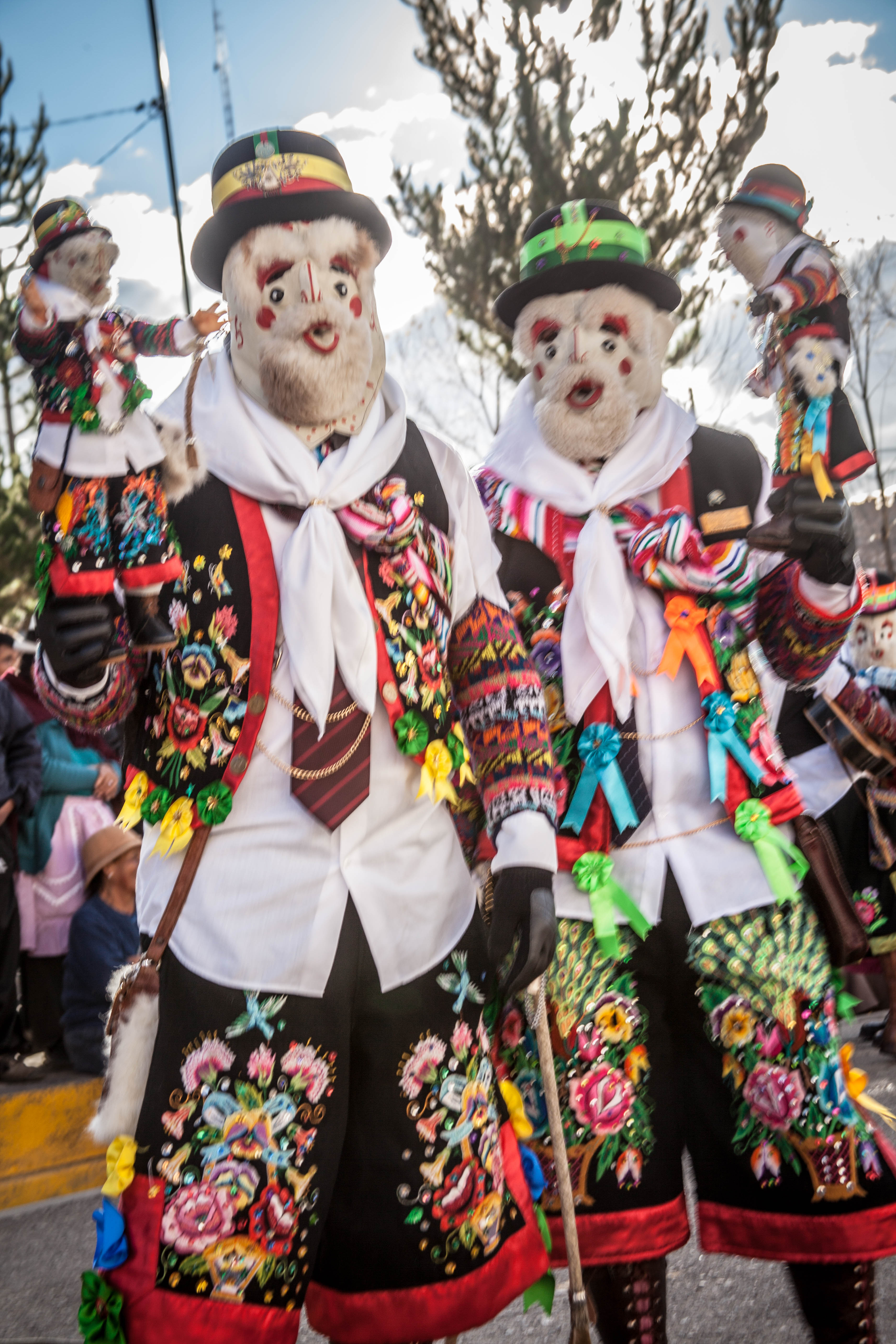
El Chuto és un personatge de la Tunantada.

La ciutat immaculada és famosa pels seus mercats dels dimecres i diumenges. El barri La Libertad és un dels barris més antics i està situat a la part est de la ciutat. La seva plaça, també anomenada La Libertad, té un monument al cim del qual hi ha una àguila daurada. A la ciutat hi ha un museu arqueològic que exhibeix exposicions de l'antiga cultura Huari. La ciutat també té un museu de fòssils, una col·lecció d'un home local. El turó que forma el teló de fons de la ciutat té una bona filera de botigues inques i un gran nombre d'edificis circulars que representen la cultura Xauxa. El llac Laguna de Paca també té diversos edificis de pedra d'aquest tipus en ruïnes.

### Festivals
La vida cultural de la ciutat és vibrant, amb molts festivals i esdeveniments socials i religiosos que tenen lloc durant tot l'any. La festa més popular és la de San Sebastián i San Fabián (20 de gener), quan es celebra la Tunantada durant una setmana. Tunantada deriva del castellà 'Tunantes'. Alguns creuen que l'origen de la dansa es troba al final del Virregnat del Perú i a l'alba de l'era republicana del Perú. A través d'aquesta dansa del festival, els nadius imiten els espanyols, commemorant els anys que els espanyols i els nadius convisqueren a Jauja. Els locals es disfressen amb màscares satíriques de malla metàl·lica, ulls, bigotis i pell pintada de blanc. Alguns dels ballarins porten una batuta i els pantalons fins al genoll, com si fossin espanyols de sang pura. La música comença inicialment amb sons de violí, i després els sons de clarinets, arpes andines, saxòfons, etc.
Altres festes senyalades son el Carnaval (febrer i març), l'aniversari de la fundació espanyola de la ciutat (25 d'abril), el Dia de la Independència (juliol), Herranza (agost), la festa de Mamanchic Rosario, patrona de Jauja (octubre), i l'Adoració del Nen (desembre).

### Esglésies

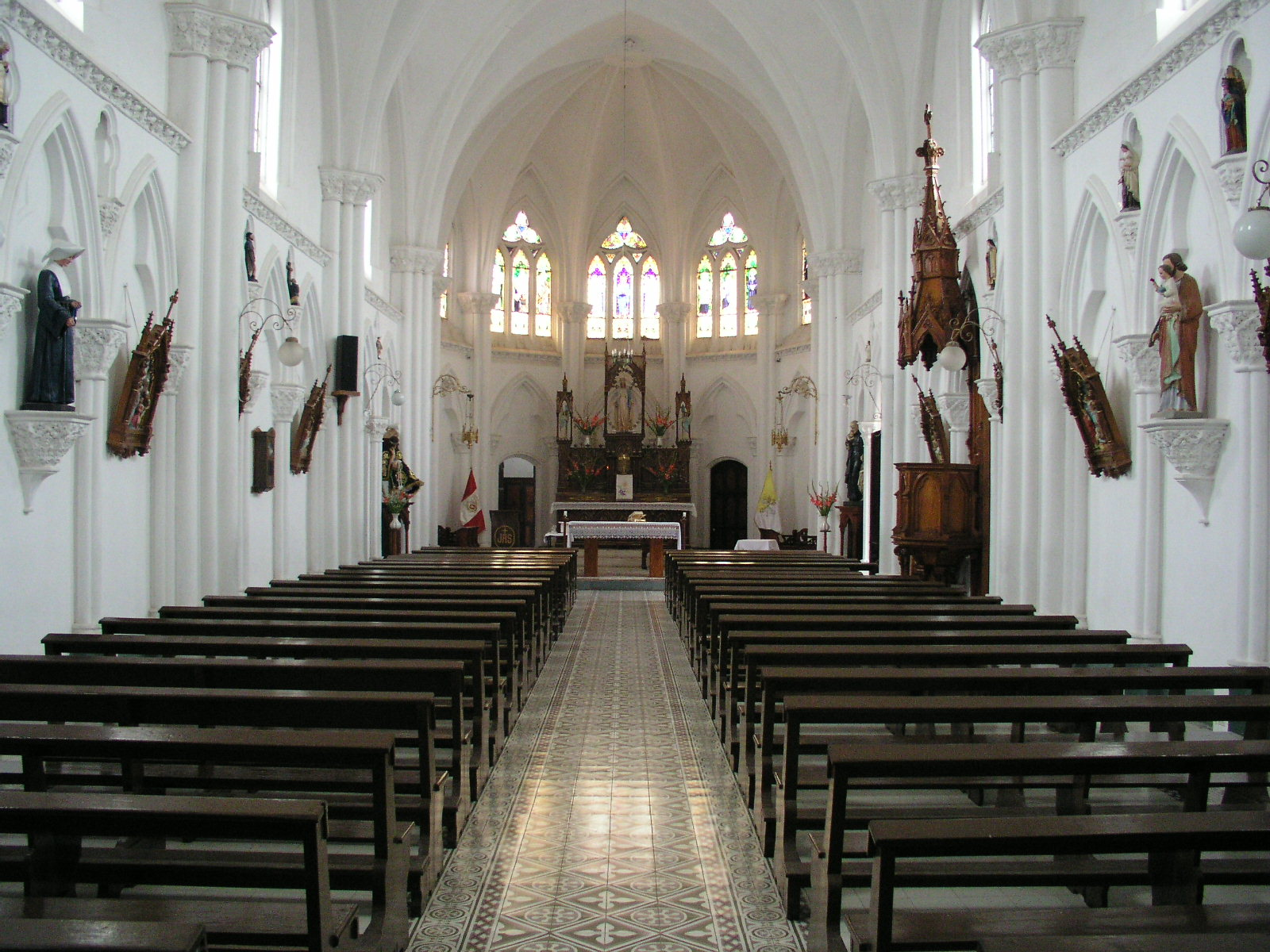
Dins de l'església de la Capilla Cristo Pobre de Jauja

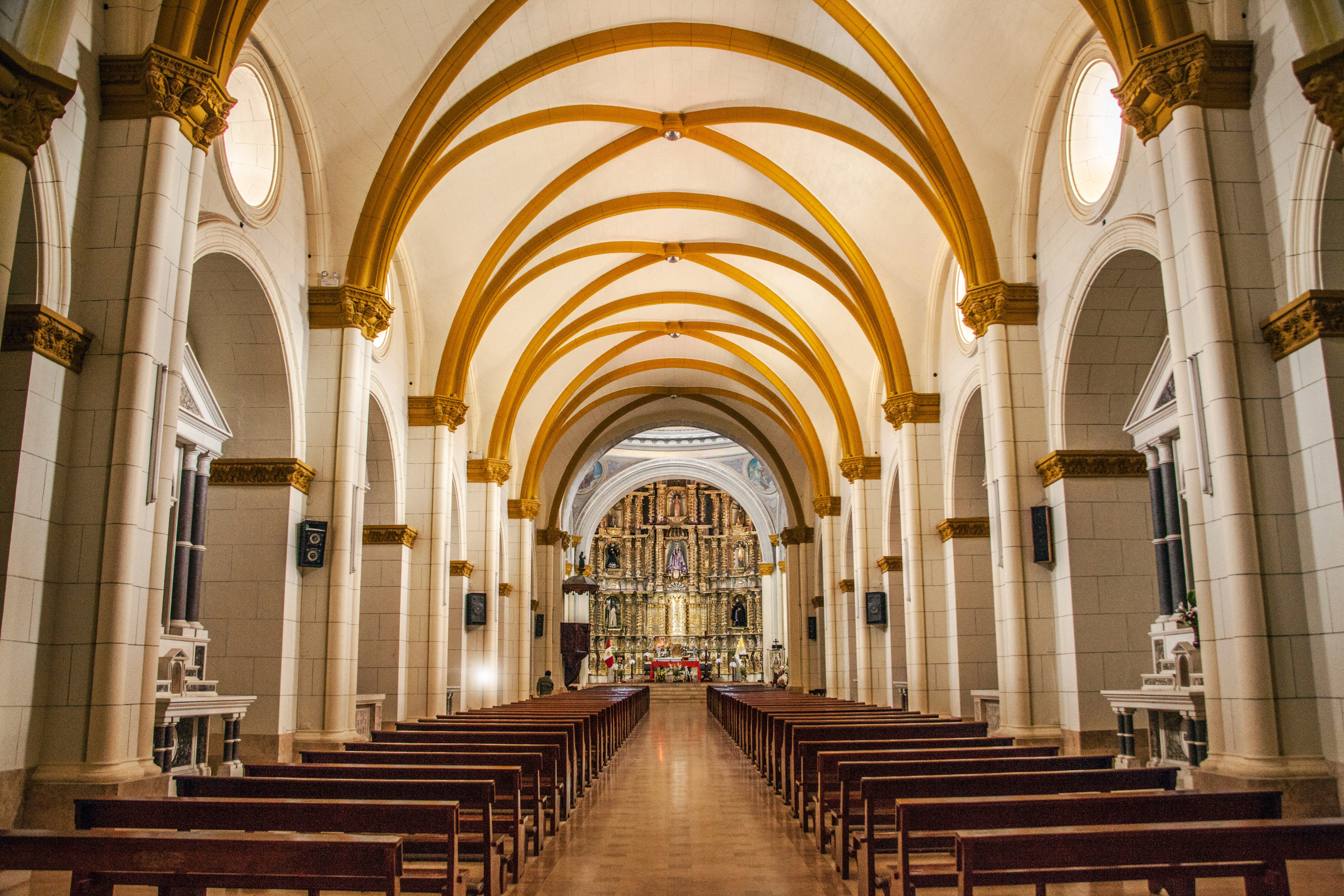
La nau principal de l’Església Matriz

Els xauxas foren els primers pobladors d'aquesta ciutat, abans que els inques també la fessin la seva llar. Aquesta ciutat històrica ara només es veu en ruïnes, amb tres notables altars de fusta tallada com a testimoni, en una església moderna de tova construïda més tard a la ciutat. Data de 1564, la Catedral de Jauja (Iglesia Matriz de Jauja) fou construïda en estil barroc i rococó . Entre els elements destacats de l'interior hi ha rajoles de doble sostre fals, altars de fusta finament tallats, retaules colonials i la imatge de la Mare de Déu del Roser (Mamanchic Rosario, patrona de Jauja). Calgué reconstruir l'església després del seu ensorrament el març de 1836, quan Estanilslao Márquez n'era el pastor. La reconstrucció sistemàtica començà el 1914 essent rector de la parròquia, el pare Paul. La façana s'acabà el 1921 sota la direcció del pare Barrier, un destacat arquitecte d'edificis religiosos. Les reformes interiors començaren el 1928. La part posterior del presbiteri inclou afegitons salomònics. El campanar és modern i té campanes de llautó que es poden sentir a quilòmetres de distància. El 1906 s'incorporà un rellotge de campanes sota la direcció del pastor Dr. Sixto G. Davila.

### Llegenda
En castellà, Jauja també és el nom de la proverbial La Tierra de Jauja, "Terra de Cucanya" on la gent pot viure sense haver de treballar. Amb el temps, en cançons i llegendes populars, la Vall de Jauja es va associar amb la Terra de Cucanya. Tanmateix, van ser les riqueses de la veritable Jauja en l'època de la conquesta espanyola les que van crear aquest mite. Els mites de vegades representen Jauja com una illa i altres vegades com una ciutat en una terra mítica. Al llarg de la frontera entre Texas i Mèxic, La ciudad de Jauja és coneguda com una cançó popular còmica sobre la llegenda de Jauja com la "Terra de Cucanya".